# 饒芝祥

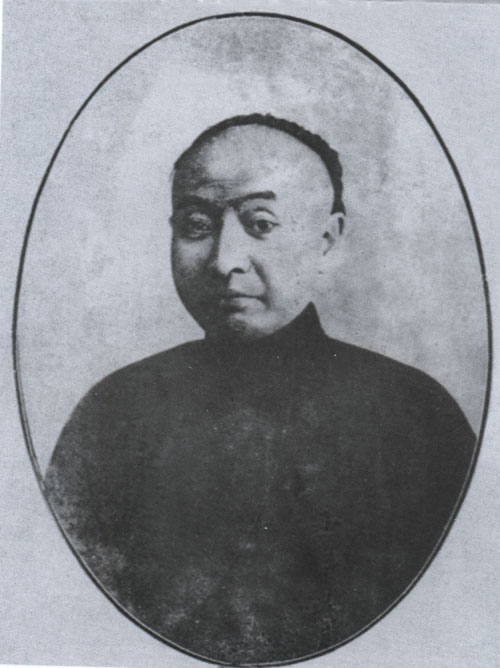
饒芝祥

饒芝祥（1861年—1912年），字符九，一字占斋，江西南城人，清末政治人物，進士出身。
饒芝祥為光緒二十年（1894年）甲午恩科進士。同年五月，改翰林院庶吉士。光緒二十四年（1898年）四月，散館，授翰林院編修。光緒二十九年（1902年）任湖北鄉試副考官。光緒三十四年（1908年）任遼瀋道監察御史，后改四川道监察御史。宣統三年（1911年）任贵州铜仁府知府。